# منی‌آسه
منی‌آسه (انگلیسی: Mniaceae) یک تیره (زیست‌شناسی) یا خانواده از خزه هاست.